# سيمون بورغس
سيمون بورغس (بالإنجليزية: Simon Burgess)‏ هو مجدف أسترالي، ولد في 11 سبتمبر 1967 في Franklin, Tasmania ‏ في أستراليا.

## وصلات خارجية
- سيمون بورغس على موقع الاتحاد الدولي للتجديف (الإنجليزية)
- سيمون بورغس على موقع اللجنة الأولمبية الدولية (الإنجليزية)
- سيمون بورغس على موقع أوليمبيديا (الإنجليزية)
- سيمون بورغس على موقع اللجنة الأولمبية الأسترالية (الإنجليزية)